# SD-kaart

Een SD-, mini-SD- en micro-SD-kaart

Een SD-kaart (Secure Digital card) is een geheugenkaart die is opgebouwd met flashgeheugen. Hij kan gebruikt worden in draagbare elektronica als digitale camera's, draagbare computers en pda's. Hij is gebaseerd op het oudere type Multi Media Card (MMC) maar is dikker en heeft een hogere schrijf- en leessnelheid.
De oude MMC-kaarten passen en werken vaak ook in een SD-gleuf, maar niet omgekeerd.
SD-kaarten bestaan in drie afmetingen:
- Standaard: 32 × 24 × 2,1 mm
- Mini: 20 × 21,5 × 1,4 mm
- Micro: 15 × 11 × 1 mm (net na de introductie ook wel TransFlash genoemd)

Mini en Micro worden gebruikt in apparaten waar de afmetingen van een gewone SD-kaart een probleem vormen, zoals mobiele telefoons. Met een adapter zijn deze kleinere kaarten ook te plaatsen in een gewone SD-sleuf.
Er zijn kaarten beschikbaar met een hogere schrijfsnelheid, voor gebruik met digitale camera's die snel verschillende foto's na elkaar kunnen maken.
De SD-kaart is veel toegepast in digitale camera's, mobiele telefoons, navigatie-apparaten, mp3-spelers en andere draagbare media. Alhoewel enkele fabrikanten – zoals Fujifilm, Olympus (xD) en vooral Sony (Memory Stick) – lang vasthielden aan hun eigen formaten, lijkt SD de strijd onder de geheugenkaarten qua populariteit (en prijs) te hebben gewonnen. Er zijn adapters in de vorm van een Memory Stick waarin een of twee micro-SD-kaarten passen. Sinds de Raspberry Pi en andere singleboardcomputers populair zijn geworden, worden SD-kaarten naast USB-sticks, steeds vaker als live-SD gebruikt.
Ook zijn er speciale SD-kaarten voor bodycams. Deze SD-kaarten zijn bedoeld voor het non-stop opnemen en downloaden van gegevens. Het is zo mogelijk om deze bijvoorbeeld in een dashcam van een auto te plaatsen.
In april 2006 kostte een SD-kaart van 1 GB ongeveer tachtig euro. Drie maanden later was de prijs met vijftig euro gedaald. Begin 2010 betaalde de consument voor een SD-kaart van 32 GB ongeveer vier euro per GB, begin 2012 één euro per GB, begin 2014 nog maar 40 cent per GB, begin 2020 nog maar 25 cent.

## Capaciteit
Er waren SD-kaarten verkrijgbaar met capaciteiten van 64, 128, 256, 512 MB (MiB) en 1, 2 en 4 GB. Medio 2011 zijn alleen de 2GB-versies nog gangbaar. Begin 2012 worden 16GB Class 10 SDHC-kaarten het meest verkocht, voor minder dan 14 euro. Medio 2013 worden de microSD UHS-I-kaarten van 32 GB à circa 21 euro het meest verkocht.

### SDHC
SD-kaarten van 4 GB tot 32 GB worden SDHC (SD High Capacity) genoemd. Deze hebben als voordeel de grotere capaciteit maar zijn niet bruikbaar in oudere apparaten. In oudere apparaten met alleen het SD-logo zijn SDHC-kaarten niet te gebruiken. Als de SD-kaart een SDHC-kaart is dan staat dit met de letters 'HC' erop vermeld.

### SDXC
SD-kaarten van 32 GB tot 2 TB worden SDXC (Secure Digital eXtended Capacity) genoemd. Ook deze zijn alleen te gebruiken in apparaten waarop dit expliciet vermeld staat.
Begin 2009 werd de SDXC-serie aangekondigd tijdens de Consumer Electronics Show, die geheugenkaarten ondersteunt tot een capaciteit van 2 terabyte met snelheden tot 300 MB/s. SDXC-kaarten worden standaard geformatteerd met het exFAT-bestandssysteem. Tijdens de CES kondigden ook fabrikanten als Sony, SanDisk, Canon en Panasonic aan het formaat te gaan ondersteunen in zijn consumentenelektronica.
In 2010 kwamen de eerste SDXC-geheugenkaarten van onder meer Toshiba, Panasonic, SanDisk en Lexar commercieel beschikbaar. SanDisk introduceerde in 2014 de eerste SDXC-kaart met 128 GB, die een jaar later werd verdubbeld in opslagcapaciteit.

### SDUC
In 2018 kondigde de SD Association de SDUC-standaard aan (Secure Digital Ultra Capacity). Deze geheugenkaarten ondersteunen een opslagcapaciteit van 2 TB tot 128 TB.

## Vergelijkingstabel
|                 |                 | SDSC      | SDHC      | SDXC        | SDUC     |
| --------------- | --------------- | --------- | --------- | ----------- | -------- |
| Logo            |                 |           |           |             |          |
| Capaciteit      | Min             | 4 MB      | 2 GB      | 32 GB       | 2 TB     |
| Capaciteit      | Max             | 2 GB      | 32 GB     | 2 TB        | 128 TB   |
| Bestandssysteem | Bestandssysteem | FAT16     | FAT32     | FAT32/exFAT | exFAT    |
| Snelheden       | Snelheden       | 12,5 MB/s | 17,6 MB/s | 300 MB/s    | 985 MB/s |

De rij "Bestandssysteem" geeft aan welk bestandssysteem typisch wordt voorgeïnstalleerd in de fabriek. Gebruikers zitten hier niet aan vast.

## Secure
De benaming "secure" heeft te maken met kopieerbeveiliging: gegevens kunnen op een SD-kaart zodanig worden opgeslagen dat ze niet met een computer of ander apparaat gekopieerd kunnen worden. De muziekindustrie zou bijvoorbeeld muziek op SD-kaarten kunnen verkopen, zodanig dat de consument de muziek wel kan afspelen, maar niet digitaal kan kopiëren. In de praktijk worden SD-kaarten vrijwel niet gebruikt voor het verkopen van muziek.

### Alleen-lezenkaarten
Het hostapparaat kan de SD-kaart bevelen 'alleen lezen' te worden. Hierdoor kunnen er geen data op de SD-kaart worden gezet. Er zijn verscheidene hostapparaten die dit kunnen bewerkstelligen; enkele zelfs onomkeerbaar.

## SDIO
SDIO (Secure Digital In/Out) is een standaard om apparaten via een SD-kaartslot aan te sluiten, vergelijkbaar met dezelfde mogelijkheid van CompactFlash. Onder andere digitale camera's (zie foto hieronder), wifi-adapters en barcode-scanners met SDIO-interface zijn beschikbaar.

## Snelheden
| Ratio | Snelheid (MB/s) | Snelheidsklasse |
| ----- | --------------- | --------------- |
| 16×   | 2.34            | (13×)           |
| 32×   | 4.69            | (27×)           |
| 48×   | 7.03            | (40×)           |
| 100×  | 14.6            | (67×)           |

Er zijn verschillende snelheidsniveaus beschikbaar. Deze snelheden worden op dezelfde manier genoteerd als cd-romsnelheden, waarbij 1× gelijkstaat aan 150 kB/s. Standaard SD-kaarten gaan tot 6× (900 kB/s). Daarnaast bestaan er SD-kaarten met een hoger beschikbare dataoverdracht, zoals 600× (bijna 88 MB/s). Let erop dat er een verschil in lees- en schrijfsnelheid zit, waarbij de maximale schrijfsnelheid altijd wat lager zal zijn dan de maximale leessnelheid. Sommige camera's - met name bij burstshots of (Full-)HD videocamera's - hebben hogesnelheidskaarten nodig om dit soepel te laten verlopen. De SD-kaartspecificatie 1.01 gaat tot maximaal 66×. Snelheden van 200× of hoger behoren bij de 2.0-specificatie. Hieronder volgt een lijstje met dataoverdrachtssnelheden.

### Snelheidsklassen
Het classificatiesysteem bestaat uit een getal en een van de letters C, U, V. Er bestaan momenteel  11 snelheidsklasses, namelijk Class 2, Class 4, Class 6, Class 10, UHS Class 1, UHS Class 3, Video Class 6, Video Class 10, Video Class 30, Video Class 60 en Video Class 90. Deze klassen staan voor de minimale gegarandeerde dataoverdrachtssnelheid die een kaart kan halen. Dit betekent dat wanneer er tegelijkertijd lees- en schrijfbewerkingen worden uitgevoerd op de geheugenkaart, de fabrikant toch de garantie geeft dat deze minimale snelheid gehandhaafd blijft. Een Class 2-geheugenkaart kan gegarandeerd een snelheid aan van 2 megabyte per seconde, terwijl een Class 4-geheugenkaart garantie geeft voor een overdracht van minimaal 4 megabyte per seconde. Dit kan zorgen voor verwarring als kopers van geheugenkaartjes alleen de specificaties voor de maximale snelheid van een geheugenkaart lezen (80×, 120× of 300× …, UDMA … Ultra II, Extreme IV of zelfs 45 MB/s), en niet de specificaties van de minimale snelheid.
| Minimale sequentiële schrijfsnelheid | Snelheidsklasse | UHS-snelheidsklasse | Video Speed Class | Toepassing |
| ------------------------------------ | --------------- | ------------------- | ----------------- | --- |
| 2 MB/s                               | Class 2 (C2)    | -                   | -                 | SD-video-opname |
| 4 MB/s                               | Class 4 (C4)    | -                   | -                 | High-definition video (HD) opnemen, waaronder Full HD (van 720p naar 1080p / 1080i)                                                                |
| 6 MB/s                               | Class 6 (C6)    | -                   | Class 6 (V6)      | High-definition video (HD) opnemen, waaronder Full HD (van 720p naar 1080p / 1080i)                                                                |
| 10 MB/s                              | Class 10 (C10)  | Class 1 (U1)        | Class 10 (V10)    | Full HD (1080p)-video-opname en de opeenvolgende opname van HD-foto's (High Speed bus), realtime-uitzendingen en grote HD-videobestanden (UHS-bus) |
| 30 MB/s                              | -               | Class 3 (U3)        | Class 30 (V30)    | 4K videobestanden op 60/120 fps (UHS-bus) |
| 60 MB/s                              | -               | -                   | Class 60 (V60)    | 8K videobestanden op 60/120 fps (UHS-bus) |
| 90 MB/s                              | -               | -                   | Class 90 (V90)    | 8K videobestanden op 60/120 fps (UHS-bus) |

| Application Performance Class | Minimum sustained sequential writing speed | Minimum random read | Minimum random write |
| ----------------------------- | ------------------------------------------ | ------------------- | -------------------- |
| Class 1 (A1)                  | 10 MB/s                                    | 1500 IOPS           | 500 IOPS             |
| Class 2 (A2)                  | 10 MB/s                                    | 4000 IOPS           | 2000 IOPS            |

### UHS
Ultra High Speed is de nieuwe definitie voor nog snellere SD-kaarten. Nieuw is dat er naast een minimale snelheid (class) ook een maximale snelheid (romeins teken) wordt aangegeven. 
Daarnaast moet UHS-II altijd sneller zijn dan het maximum van UHS-I. Voor een classificatie UHS-I moet de snelheid minimaal 50 MB/s zijn en maximaal 104 MB/s., een classificatie UHS-II moet de snelheid minimaal 156 MB/s zijn en maximaal 312 MB/s. Een UHS-kaart heeft dus altijd twee aanduidingen, een cijfer binnen een U (de class) en een Romeins getal.
| Businterface  | Cardlogo         | Buslogo | Bussnelheid                                                                | Specificatieversie |
| ------------- | ---------------- | ------- | -------------------------------------------------------------------------- | ------------------ |
| Default Speed | SD · SDHC · SDXC | —       | 12,5 MB/s                                                                  | 1.01               |
| High Speed    | SD · SDHC · SDXC | —       | 25 MB/s                                                                    | 2.00               |
| UHS-I         | SDHC · SDXC      | I       | 12,5 MB/s (SDR12) 25 MB/s (SDR25) 50 MB/s (SDR50, DDR50) 104 MB/s (SDR104) | 3.01               |
| UHS-II        | SDHC · SDXC      | II      | 156 MB/s (FD156) 312 MB/s (HD312)                                          | 4.00/4.10          |
| UHS-III       | SDHC · SDXC      | III     | 312 MB/s (FD312) 624 MB/s (FD624)                                          | 6.0                |

## Foto's

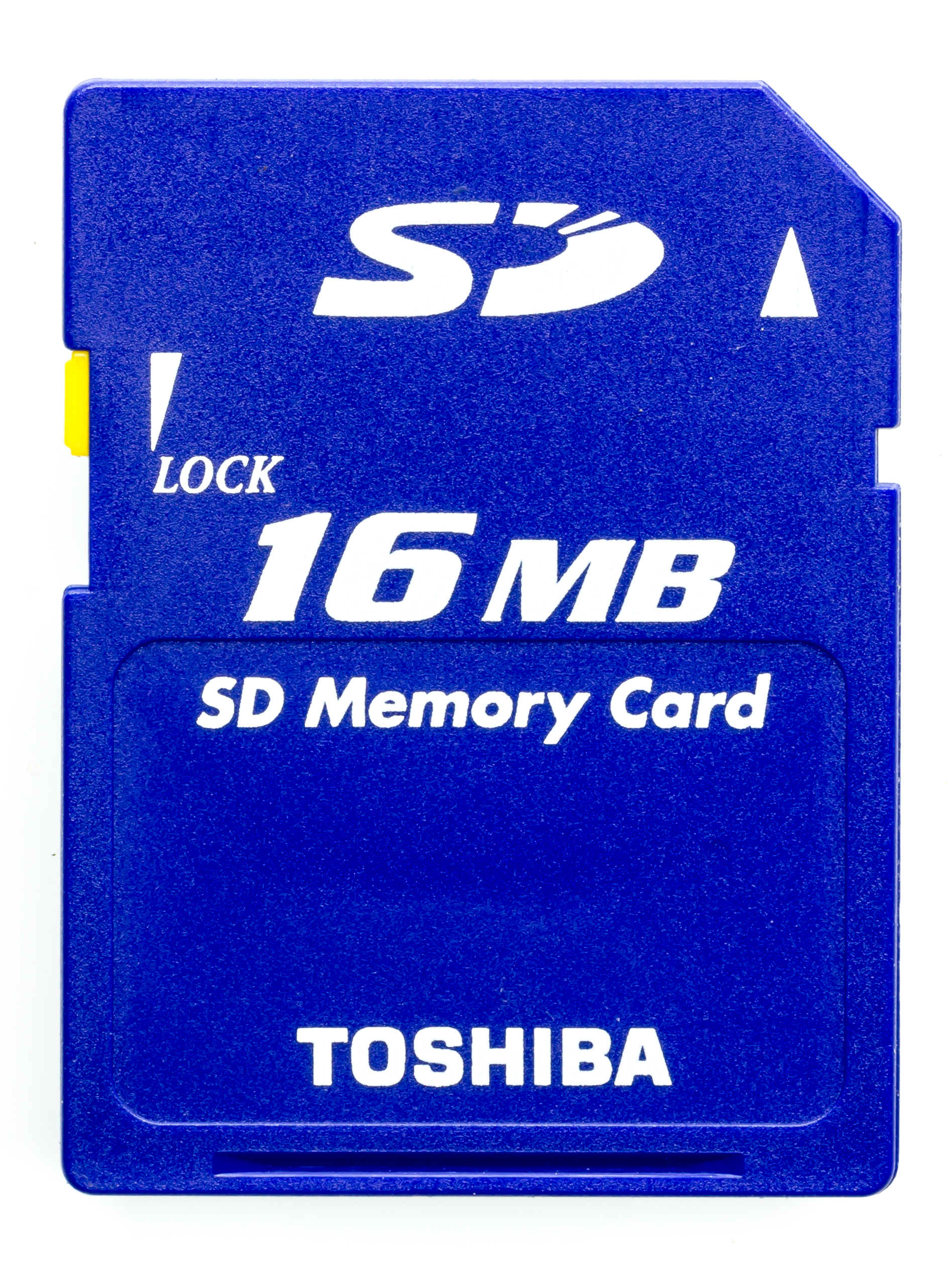
16MB-SD-kaart
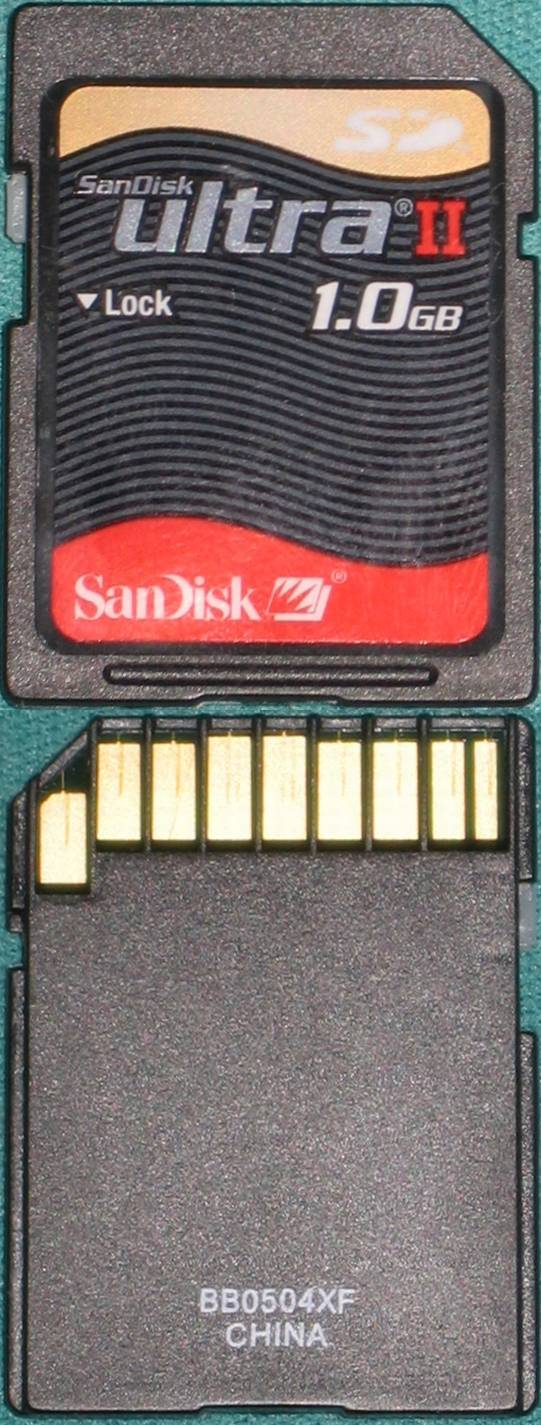
1GB-SD-kaart (voor- en achterkant)
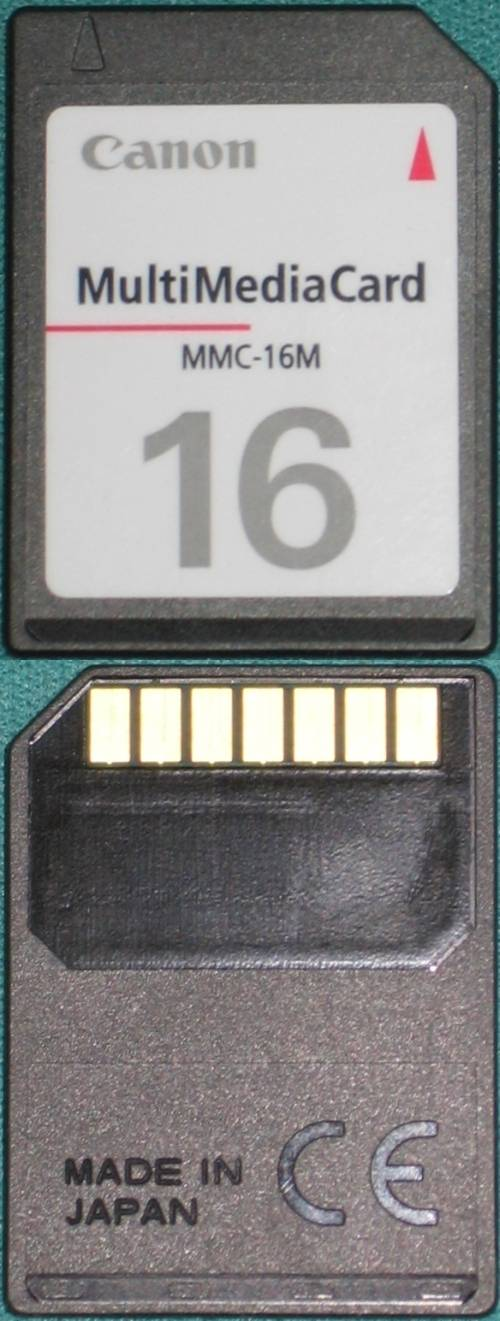
MMC-kaarten werken ook in SD-gleuven
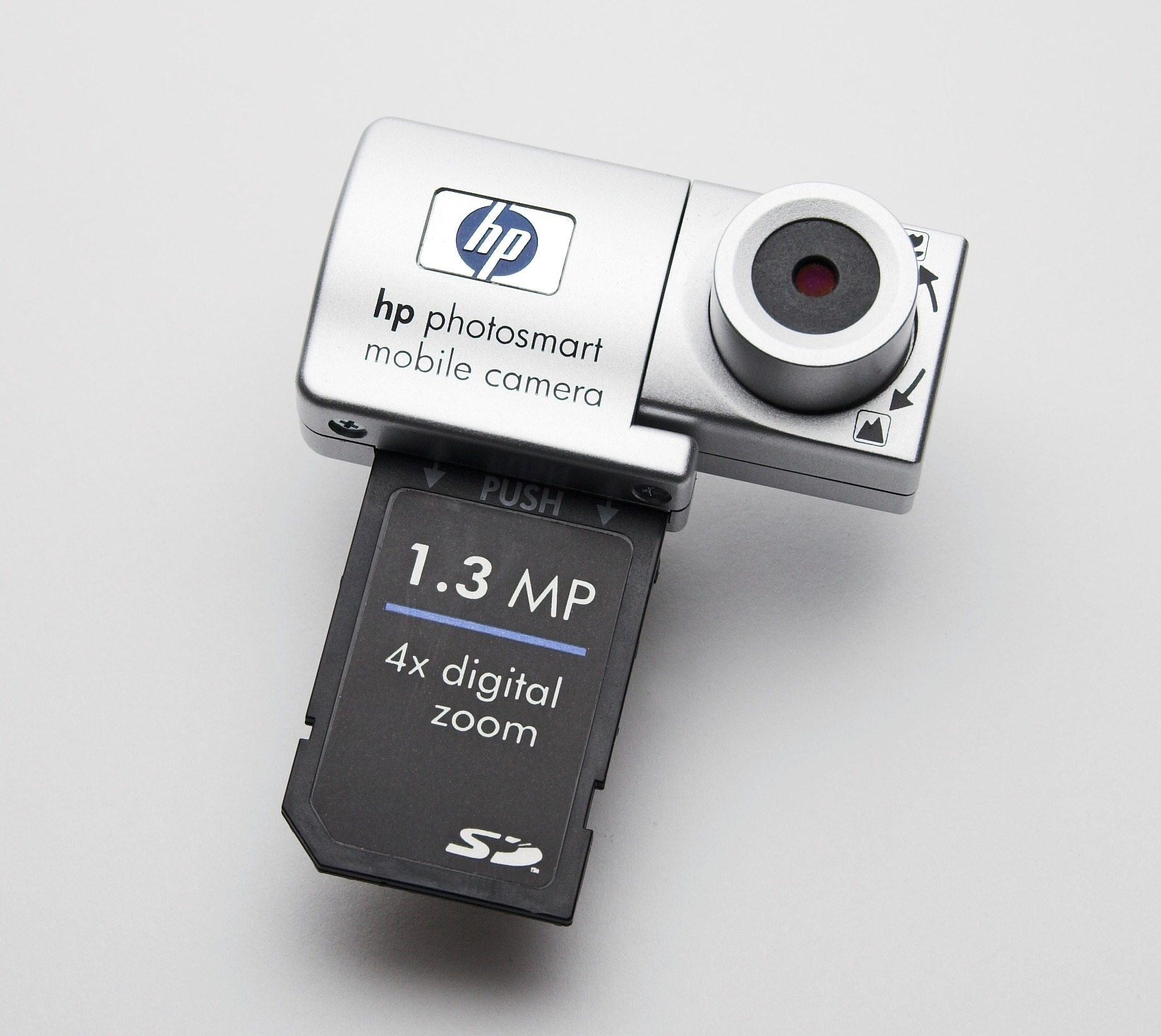
Een camera met de SDIO-interface
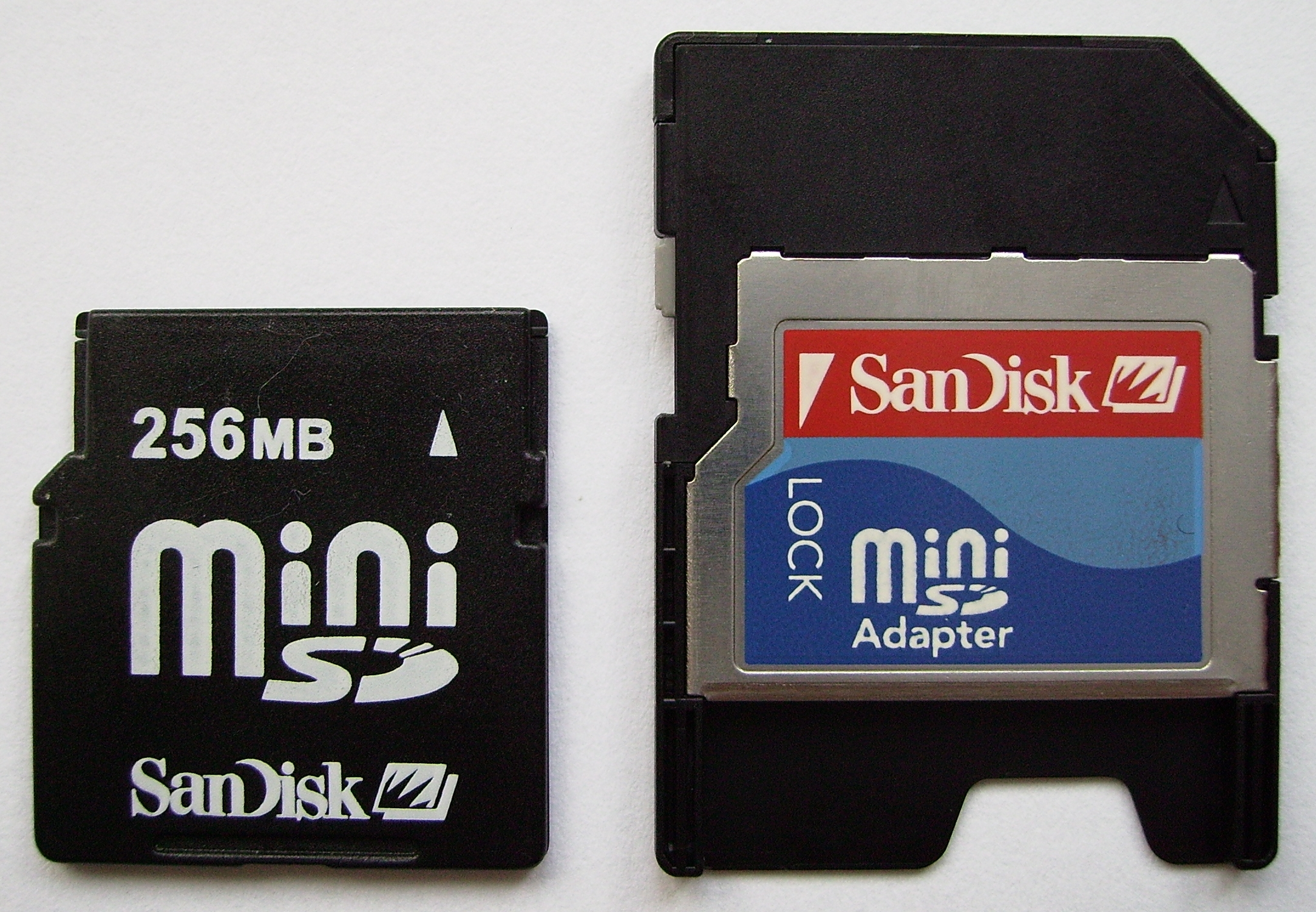
MiniSD-kaartje van 256 MB inclusief adapter
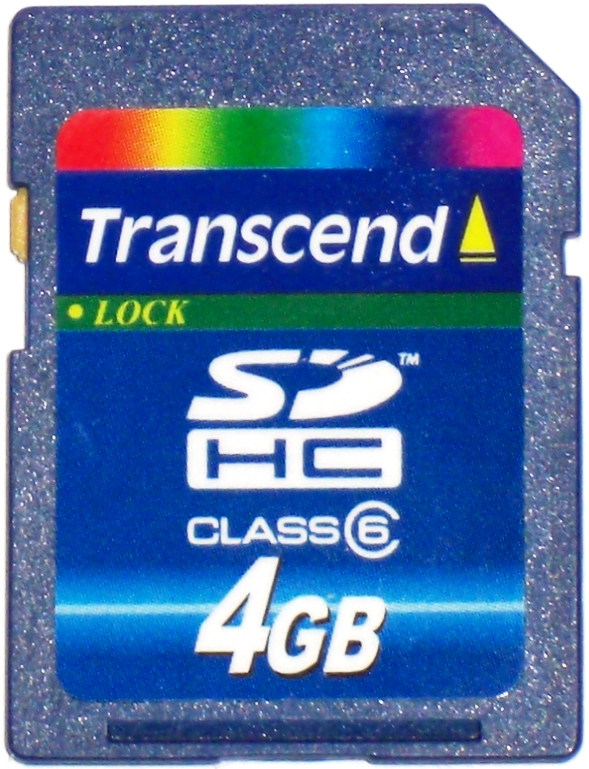
4 GB Class 6 SDHC SD-kaart